# آديلايد هال

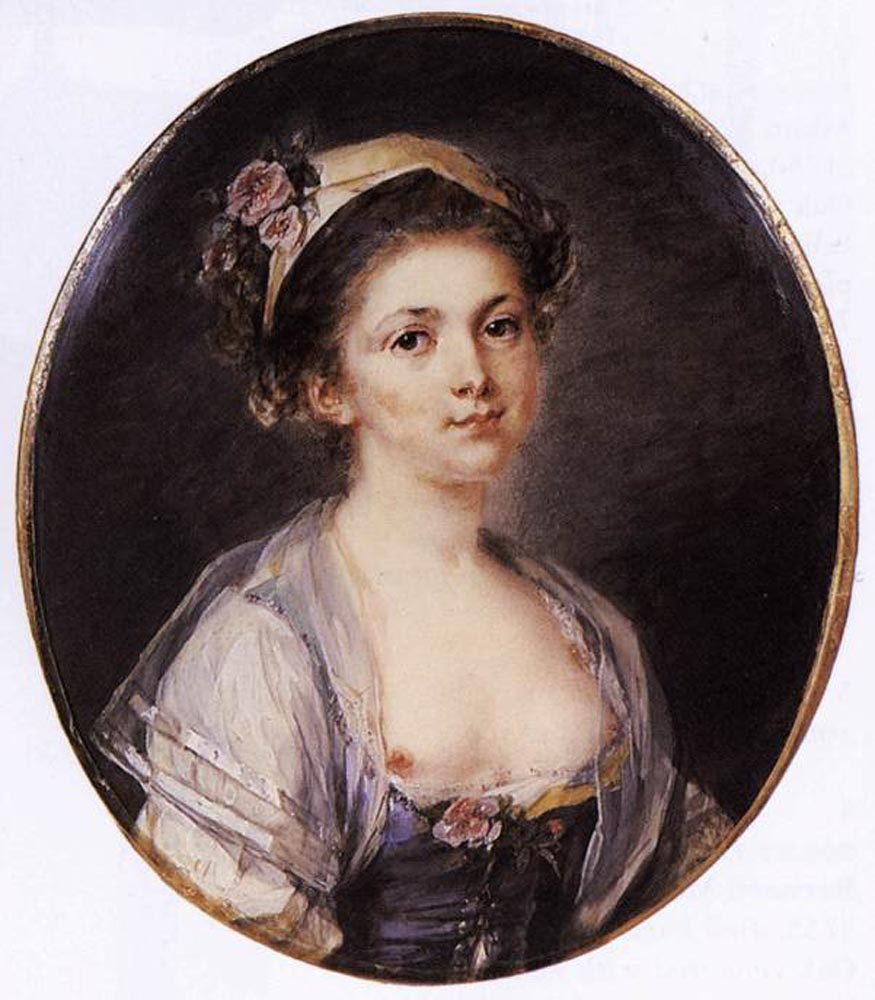
أديلايد فيكتوارهول لبيتر أدولف هول ، 1785 ، مجموعة والاس ، لندن

أديلايد فيكتوار هول ،(11 مايو 1772 في باريس – 14 أكتوبر 1844 في باريس)، نبيلة (ماركيز) فنانة سويدية - فرنسية. حصلت على اللقب الفخري للأكاديمية الملكية السويدية للفنون (1793).
هول هي ابنة الرسام السويدي في البلاط الملكي الفرنسي بيتر أدولف هول وماري أديلايد جوبين. تزوجت عام 1792 من محامي المجلس الملكي، فرانسوا لويس سيلو، الذي قُتل خلال مذابح سبتمبر في العام نفسه، وبعدها تزوجت الضابط بليز ليفر دي لا جرانج، ماركيز دي فورليس عام 1796.
عرضت صورتها الذاتية المرسومة بالزيت في الأكاديمية الملكية للفنون في ستوكهولم عام 1791. وبعدها تم عرض أعمالها في المعارض الفنية للأكاديمية في عامي 1792 و 1793. وكانت قد رسمت على أكواب الخشب والخزف.
تم الاحتفاظ بصورتها الذاتية في المتحف الوطني في السويد.